# Jura Borisov
Jurij Aleksandrovitj "Jura" Borisov, född 8 december 1992 i Reutov i Moskva oblast, är en rysk skådespelare.
Borisov nominerades till en Oscar för bästa manliga biroll vid Oscarsgalan 2025 för sin insats i den amerikanska filmen Anora. Filmen gav Borisov ett internationellt genombrott och han nominerades till flera priser. Tidigare har han bland annat porträtterat Michail Kalasjnikov i den ryska biografiska filmen AK-47 (2020).